# قلوب تحت الرماد (مسلسل)
قلوب تحت الرماد مسلسل اجتماعي جزائري من إنتاج التلفزيون الجزائري، ومن إخراج بشير سلامي. تم إنتاجه في رمضان 2016. يتطرق المسلسل إلى عائلتين كانت تربطهما علاقات مودة وألفة، لكن بعد وقوع الطلاق بين الزوجين اللذين ينتميان لكلتا العائلتين تنشب بينهما المشاكل، فتتطور الأحداث بشكل درامي وتظهر النزاعات والعقد النفسية، ما يضاعف معاناة بنات الزوجين المطلقين المتواجدين داخل دائرة الصراع. الأب اضطر إلى التكفل ببناته ورعايتهن بعد أن تركتهن الأم لسنوات عديدة، وبعد أن كبرت البنات تعود الأم وتحاول استرجاعهن بالقوة والنفوذ والمال.